# Istituzioni di ricovero e di educazione
Le Istituzioni di ricovero e di educazione, note anche con l'acronimo I.R.E., sono un ente pubblico veneziano di assistenza e beneficenza (IPAB) creato nel 1939 come erede della Congregazione di carità istituita da Napoleone nel 1807 e delle varie tradizioni assistenziali che fin dal medioevo nacquero nella città di Venezia, quali ospedali per pellegrini e case gratuite per poveri e vedove.
Ha per scopo lo svolgimento di ogni attività sociale, culturale, tecnica e amministrativa necessaria per l'erogazione di servizi e prestazioni di natura socio assistenziale, sanitaria, formativa e benefica.Statuto dell'IRE Istituzioni di ricovero e di educazione

## Storia

### Dalle origini a oggi
Fin dal medioevo la città di Venezia fu costellata di ospedali per pellegrini e di case per poveri e vedove, come la Ca' di Dio e i Crociferi. Queste casette erano amministrate dai Procuratori di San Marco e gli ospiti ricevevano anche una piccola pensione, ricavata dai capitali lasciati dai fondatori e benefattori.
Nel Cinquecento vi fu una grande riforma dell'assistenza: gli Ospedali Grandi, creati e gestiti da ricchi e devoti cittadini, ospitarono malati, mendicanti e giovani orfani tutti insieme nella stessa grande struttura, mentre altri “luoghi pii” di prevenzione e formazione, come la Casa dei Catecumeni, le Zitelle, il Soccorso, le Penitenti, si dedicavano al mantenimento delle ragazze povere preparandole al matrimonio o al monacato con l'istruzione, il lavoro dei merletti, la musica. Fra gli ospedali si distinse quello dei Derelitti a San Giovanni e Paolo, detto l'Ospedaletto, famoso fra gli altri specialmente per la cura dei malati e le esecuzioni musicali delle “putte”.
Nel 1807 un decreto di Napoleone Bonaparte riunì tutte queste istituzioni nella Congregazione di carità, ente pubblico istituito in tutti i comuni del Regno Italico. Nel 1937 la Congregazione di Carità fu sostituita in tutto il Regno dall’Ente Comunale di Assistenza (ECA), destinato in massima parte all'assistenza domiciliare delle famiglie povere. Per dare maggior autonomia agli istituti di ricovero di antica tradizione veneziana fu creato nel 1939 un ente decentrato chiamato Istituzioni di Ricovero e di Educazione (IRE).
Dopo la legge sull'adozione speciale (1967) i grandi orfanotrofi furono chiusi e l'attività verso i giovani si concentrò in poche comunità di tipo familiare, mentre la maggior parte del servizio ai cittadini veneziani fu indirizzato alle residenze degli anziani. Le vecchie strutture dell'Ospedaletto, dagli anni '50 del Novecento in poi, furono adattate alle esigenze della nuova geriatria, pur lasciando intatte le parti architettoniche dei grandi artisti Palladio, Longhena, Sardi.
Il 1 gennaio 2020 l'IRE e l'Antica Scuola dei Battuti si sono fusi e hanno dato vita al nuovo Ente chiamato I.P.A.V. Istituzioni Pubbliche di Assistenza Veneziane. La fusione è stata sancita dal decreto n. 169 del 9-12-2019 dalla Regione Veneto.

## Scopi
L'istituzione pubblica di assistenza e beneficenza è disciplinata dalla L. 8 novembre 2000 n. 328 e dal decreto legislativo n. 207 del 4 maggio 2001. Nel periodo transitorio, previsto dal decreto legislativo n. 207 del 4 maggio 2001 per il riordino delle istituzioni pubbliche di assistenza e beneficenza, all'Ente seguitano ad applicarsi le disposizioni di cui all'abrogata L. 17 luglio 1890 n. 6972, in quanto non contrastanti con la normativa ed i principi del decreto legislativo n. 207 del 4 maggio 2001.
IRE opera prevalentemente nel campo socio assistenziale, svolgendo direttamente attività di erogazione di servizi assistenziali. Esso trae origine dalla fusione delle seguenti istituzioni storiche veneziane:
1. Astori Vincenzo Omobon
2. Pia Fondazione Bonaventura Bartoli
3. Ca' di Dio
4. Casa di Riposo Ss. Giovanni e Paolo
5. Dona Bemardo
6. Istituto Manin
7. Orfanotrofio Maschile (ivi compreso il lascito elemosiniere Battistiol Torni Marco)
8. Orfanotrofio Femminile
9. Istituto di S. Giobbe
10. Istituto S. Giovanni Battista per l'Infanzia
11. Conservatorio delle Zitelle
12. Pio Luogo della Maddalena
13. Garzoni Vincenzo
14. Pia Casa dei Catecumeni

### Organigramma
Attualmente le cariche istituzionali sono:
Presidente: Luigi Polesel.
Vice Presidente: Ennio Favaretto.
Consiglieri: Laura Friselle, Alessandra Zuin, Stefano Ferrarese.
Collegio revisori dei conti:
Enrico De Sordi (Presidente),
Ivana Simionato,
Andrea Vassallo.

### Sede
La sede legale ed amministrativa è a palazzo Contarini del Bovolo, (San Marco 4301).